# Козацькому роду нема переводу
«Козацькому роду нема переводу, або ж Мамай і Чужа Молодиця» — роман українського письменника Олександра Ільченка, що є одним із перших зразків химерної прози в українській літературі.

## Контекст написання
Після XX-го з'їзду КПРС та початку відлиги українська література отримує більшу свободу в доборі тем та художніх засобів. Покоління шістдесятників вперше з кінця 1920-х творить мистецтво, що виходить за межі соціалістичного реалізму. У 1958-му році роман Олександра Ільченка фактично започатковує новий літературний напрям, а його підзаголовок «український химерний роман» стає назвою для цього напряму.

## Критика
Попри те, що роман Олександра Ільченка є важливим для історії української літератури, йому не вдалося уникнути деяких ідеологічних неоднозначностей. Як зазначає австрійський літературознавець Марко Павлишин, автор «Козацькому роду…» «присвятив чимало місця утвердженню думки про історичну дружбу між Україною та Росією». Йдеться про епізод у другій частині роману, в якому козак Мамай бере участь у придушенні антимосковського повстання, висловлюючи свою лояльність до російського царя.

## Видання
- Козацькому роду нема переводу, або ж Мамай і Чужа Молодиця: химерний роман з народних уст / Олександр Єлісейович Ільченко; пісні та вірші, набрані в книзі курсивом, склав до цього роману (в роки 1944—1957) Максим Рильський. Іл. Віталій Кравченко. — Київ: Радянський письменник, 1958. — 587 с.
- Козацькому роду нема переводу, або ж Мамай і чужа молодиця: український химерний роман з народних уст / Олександр Єлісейович Ільченко; пісні та вірші склав Максим Тадейович Рильський. — Київ: Радянський письменник, 1959. — 585 с.
- Козацькому роду нема переводу, або ж Мамай і Чужа Молодиця: український химерний роман з народних уст / Олександр Єлісейович Ільченко. — Київ: Дніпро, 1964. — 623 с.
- Козацькому роду нема переводу, або ж Мамай і Чужа Молодиця: український химерний роман з народних уст / Олександр Єлісейович Ільченко. — Київ: Дніпро,1967. — 537 с.
- Твори: в 2 т. Т.1. Козацькому роду нема переводу, або ж Мамай і чужа молодиця: український химерний роман з народних уст / Олександр Ільченко; Передмова Михайло Логвиненко. — Київ: Дніпро, 1979. — 693 с.
- Козацькому роду нема переводу, або ж Мамай і чужа молодиця [Текст]: укр. химер. роман з нар. уст / Олександр Ільченко; [іл. О. Г. Данченко]. — Х.: Фоліо, 2009. — 700 с. — ISBN 978-966-03-4847-9